# División de Honor (Schach) 2008
Die División de Honor (Schach) 2008 war die 14. Saison der División de Honor und gleichzeitig die 52. Spanische Mannschaftsmeisterschaft im Schach, sie wurde mit zwölf Mannschaften ausgetragen. Meister wurde die Mannschaft von CCA CajaCanarias Santa Cruz, die sich im Finale gegen den Titelverteidiger CA Linex-Magic Mérida durchsetzte. Aus der Primera División waren Sestao Naturgas Energia XT, CE Binissalem, SCC Sabadell und CE Barberà aufgestiegen. Sabadell erreichte als einziger Aufsteiger den Klassenerhalt, während die übrigen Aufsteiger zusammen mit CE Foment Martinenc Barcelona direkt wieder abstiegen.
Zu den Mannschaftskadern der teilnehmenden Vereine siehe Mannschaftskader der División de Honor (Schach) 2008.

## Modus
Die zwölf teilnehmenden Mannschaften spielten in zwei Vorgruppen mit je sechs Mannschaften ein einfaches Rundenturnier. In beiden Gruppen qualifizierten sich die beiden Ersten für die Endrunde, während die beiden Letzten in die Primera División abstieg. Gespielt wurde an sechs Brettern, über die Platzierung entschied zunächst die Zahl der Brettpunkte (ein Punkt für einen Sieg, ein halber Punkt für ein Remis, kein Punkt für eine Niederlage) und danach die Anzahl der Mannschaftspunkte (zwei Punkte für einen Sieg, ein Punkt für ein Unentschieden, kein Punkt für eine Niederlage). Die Endrunde wurde im K.-o.-System ausgetragen, wobei auch der dritte Platz ausgespielt wurde. Wenn in der Endrunde ein Wettkampf mit 3:3 endete, so wurde der Wettkampf mit vertauschten Farben und verkürzter Bedenkzeit (Schnellschach) wiederholt. Endete auch dieser Wettkampf mit 3:3, so galt die Mannschaft als Sieger, die im ersten Wettkampf am höchsten Brett eine Partie gewonnen hatte.

## Termine und Spielort
Die erste Vorrunde wurde vom 3. bis 7. September in Palma de Mallorca gespielt, die zweite gleichzeitig in Sabadell. Die Endrunde wurde am 1. und 2. November in Motril ausgerichtet.

## Vorrunde

### Gruppeneinteilung
Die zwölf Mannschaften wurden wie folgt in die zwei Vorrunden eingeteilt:
| Gruppe 1                                      | Gruppe 2                           |
| --------------------------------------------- | ---------------------------------- |
| CA Linex-Magic Mérida (1)                     | CA Mérida Patrimonio-Ajoblanco (2) |
| Iretza-Gros XT (4)                            | CA Solvay Torrelavega (6)          |
| CCA CajaCanarias Santa Cruz (5)               | CA Reverté Albox-UAL (7)           |
| CA Escuela Int. Kasparov-Marcote Mondariz (8) | CE Foment Martinenc Barcelona (9)  |
| Sestao Naturgas Energia XT (A)                | SCC Sabadell (A)                   |
| CE Binissalem (A)                             | CE Barberà (A)                     |

Anmerkung: In Klammern ist die Vorjahresplatzierung angegeben, Aufsteiger sind stattdessen durch ein "A" gekennzeichnet.

### Gruppe 1
Während CE Binissalem klar abgeschlagen den letzten Platz belegte, fielen die übrigen Entscheidungen erst in der Schlussrunde.

#### Abschlusstabelle
| Pl. | Verein                                    | Sp | G | U | V | Brett-P.  | Mannsch.-P. |
| --- | ----------------------------------------- | -- | - | - | - | --------- | ----------- |
| 01. | CCA CajaCanarias Santa Cruz               | 5  | 3 | 2 | 0 | 18,5:11,5 | 8:2         |
| 02. | CA Linex-Magic Mérida (M)                 | 5  | 3 | 2 | 0 | 18,5:11,5 | 8:2         |
| 03. | CA Escuela Int. Kasparov-Marcote Mondariz | 5  | 3 | 2 | 0 | 17,5:12,5 | 8:2         |
| 04. | Iretza-Gros XT                            | 5  | 2 | 0 | 3 | 14,5:15,5 | 4:6         |
| 05. | Sestao Naturgas Energia XT (N)            | 5  | 1 | 0 | 4 | 13,5:16,5 | 2:8         |
| 06. | CE Binissalem (N)                         | 5  | 0 | 0 | 5 | 7,5:22,5  | 0:10        |

#### Entscheidungen
|     | qualifiziert für die Endrunde: CCA CajaCanarias Santa Cruz, CA Linex-Magic Mérida |
|     | Absteiger in die Primera División: Sestao Naturgas Energia XT, CE Binissalem      |
| (M) | Titelverteidiger                                                                  |
| (N) | Vorjahresaufsteiger                                                               |

#### Kreuztabelle
| Ergebnisse | Ergebnisse                                | 01. | 02. | 03. | 04. | 05. | 06. |
| ---------- | ----------------------------------------- | --- | --- | --- | --- | --- | --- |
| 01.        | CCA CajaCanarias Santa Cruz               |     | 3   | 3   | 4   | 4   | 4½  |
| 02.        | CA Linex-Magic Mérida                     | 3   |     | 3   | 4   | 3½  | 5   |
| 03.        | CA Escuela Int. Kasparov-Marcote Mondariz | 3   | 3   |     | 3½  | 4   | 4   |
| 04.        | Iretza-Gros XT                            | 2   | 2   | 2½  |     | 3½  | 4½  |
| 05.        | Sestao Naturgas Energia XT                | 2   | 2½  | 2   | 2½  |     | 4½  |
| 06.        | CE Binissalem                             | 1½  | 1   | 2   | 1½  | 1½  |     |

### Gruppe 2
Erst in der letzten Runde fielen die Entscheidungen sowohl über die Endrundenqualifikation als auch über den Abstieg.

#### Abschlusstabelle
| Pl. | Verein                         | Sp | G | U | V | Brett-P.  | Mannsch.-P. |
| --- | ------------------------------ | -- | - | - | - | --------- | ----------- |
| 01. | CA Mérida Patrimonio-Ajoblanco | 5  | 3 | 0 | 2 | 18,5:11,5 | 6:4         |
| 02. | CA Solvay Torrelavega          | 5  | 5 | 0 | 0 | 18,0:12,0 | 10:0        |
| 03. | CA Reverté Albox-UAL           | 5  | 3 | 1 | 1 | 17,5:12,5 | 7:3         |
| 04. | SCC Sabadell (N)               | 5  | 2 | 0 | 3 | 16,5:13,5 | 4:6         |
| 05. | CE Barberà (N)                 | 5  | 0 | 2 | 3 | 10,5:19,5 | 3:7         |
| 06. | CE Foment Martinenc Barcelona  | 5  | 0 | 1 | 4 | 9,0:21,0  | 1:9         |

#### Entscheidungen
|     | qualifiziert für die Endrunde: CA Mérida Patrimonio-Ajoblanco, CA Solvay Torrelavega |
|     | Absteiger in die Primera División: CE Barberà, CE Foment Martinenc Barcelona         |
| (N) | Vorjahresaufsteiger                                                                  |

#### Kreuztabelle
| Ergebnisse | Ergebnisse                     | 01. | 02. | 03. | 04. | 05. | 06. |
| ---------- | ------------------------------ | --- | --- | --- | --- | --- | --- |
| 01.        | CA Mérida Patrimonio-Ajoblanco |     | 2½  | 2½  | 3½  | 5   | 5   |
| 02.        | CA Solvay Torrelavega          | 3½  |     | 3½  | 3½  | 3½  | 4   |
| 03.        | CA Reverté Albox-UAL           | 3½  | 2½  |     | 4   | 3   | 4½  |
| 04.        | SCC Sabadell                   | 2½  | 2½  | 2   |     | 5   | 4½  |
| 05.        | CE Barberà                     | 1   | 2½  | 3   | 1   |     | 3   |
| 06.        | CE Foment Martinenc Barcelona  | 1   | 2   | 1½  | 1½  | 3   |     |

## Endrunde

### Übersicht
|  | Halbfinale                     | Halbfinale                  |                                |   | Finale | Finale |
|  |                                |                             |                                |   |        |        |
|  | CA Linex-Magic Mérida          | 4                           |                                |   |        |        |
|  | CA Mérida Patrimonio-Ajoblanco | 2                           |                                |   |        |        |
|  |                                |                             |                                |   |        |        |
|  |                                |                             |                                |   |        |        |
|  | CA Linex-Magic Mérida          | 3                           |                                |   |        |        |
|  |                                | CCA CajaCanarias Santa Cruz | 3                              |   |        |        |
|  |                                |                             |                                |   |        |        |
|  | Spiel um Platz drei            |                             |                                |   |        |        |
|  |                                |                             | CA Mérida Patrimonio-Ajoblanco | 2 |        |        |
|  | CCA CajaCanarias Santa Cruz    | 4½                          | CA Solvay Torrelavega          | 4 |        |        |
|  | CA Solvay Torrelavega          | 1½                          |                                |   |        |        |

### Entscheidungen
|  | Spanischer Mannschaftsmeister: CCA CajaCanarias Santa Cruz |

### Halbfinale
Das Halbfinale sah zwei klare Entscheidungen.

### Finale und Spiel um Platz 3
Während sich Torrelavega im Spiel um Platz 3 klar durchsetzte, endete das Finale 3:3. Auch der Schnellschach-Stichkampf endete 3:3, so dass Santa Cruz durch die Brettwertung Sieger war.

## Die Meistermannschaft
| 1.            | CCA CajaCanarias Santa Cruz |
| Schachfiguren | Wassyl Iwantschuk, Jewgeni Alexejew, Alexander Motyljow, Jewgeni Barejew, Oleg Korneev, Miguel Illescas Córdoba, Julio Ernesto Granda Zúñiga, Jurij Kusubow, Aljaksej Aljaksandrau, Pablo San Segundo Carrillo. |